# کریاله
کریاله (به انگلیسی: Karyala) یک روستا در پاکستان است که در ناحیه چکوال واقع شده‌است.